# Coazione
Nella scienza delle costruzioni, con il termine coazioni (in inglese due to restraint) sono indicate quelle cause esterne, diverse dai carichi, capaci di indurre nelle strutture l'insorgere di forze interne.
Tra le coazioni vi sono il ritiro, i cedimenti vincolari, le variazioni termiche e igrometriche, gli spostamenti impressi, la precompressione e la pretensione, ecc.
Mentre le forze interne dovute ai carichi vanno sempre incluse nel calcolo di dimensionamento, quelle dovute a coazioni solo nel caso che esse vadano a peggiorare lo stato tensionale della struttura.
Il D.M. del 14.01.2008 (Norme tecniche per le costruzioni) nella sezione classificazione delle azioni in base al modo di esplicarsi (paragrafo 2.5), definisce le coazioni azioni indirette.
Nel calcestruzzo le forze interne dovute a coazione sono mitigate dall'insorgere della deformazione viscosa.
Le DIN 1080 indicano invece con il nome di coazioni  le autotensioni di II categoria.